# فريديريك لاغرانج
فريديريك لاغرانج (بالفرنسية: Frédéric Lagrange)‏ هو سياسي فرنسي، ولد في 21 يونيو 1815 في فرنسا، وتوفي في 22 نوفمبر 1883 في باريس في فرنسا. حزبياً، نشط في nominated candidate ‏. وقد انتخب نائب فرنسي.